# Sierd Cloetingh
Sierd Auke Pieter Leonard Cloetingh (Hollandia, Groningen, 1950. augusztus 20. –) holland geofizikus, az Utrechti Egyetem földtudomány professzora. A 2014 óta az Academia Europaea elnöke és 2017 óta az Európai Tudományos és Technológiai Társaság elnöke. A Magyar Tudományos Akadémia tiszteleti tagja (2016).
1972-szerezte meg BSc fokozatú diplomáját a Groningeni Egyetemen. 1977-ben az MSc fokozatot az Utrechti Egyetemen majd a doktori fokozatát szintén Utrechtben 1982-ben. 
Több akadémia választotta tagjai közé és számos rangos kitüntetéssel is elismerték munkásságát. 
- Academia Europaea (1993)
- Holland Királyi Művészeti és Tudományos Akadémia (1998)
- Heidelbergi Tudományos Akadémia (2005)
- Bajor Tudományos Akadémia (2008)
- Norvég Tudományos Akadémia
- Dán Királyi Tudományos Akadémia
- Német Alkalmazott Tudományok Akadémiája
- Magyar Tudományos Akadémia (2016)
- Francia Köztársaság Becsületrendje lovagi fokozat (2006)
- Holland Oroszlánrend (2014)